# الري في السعودية

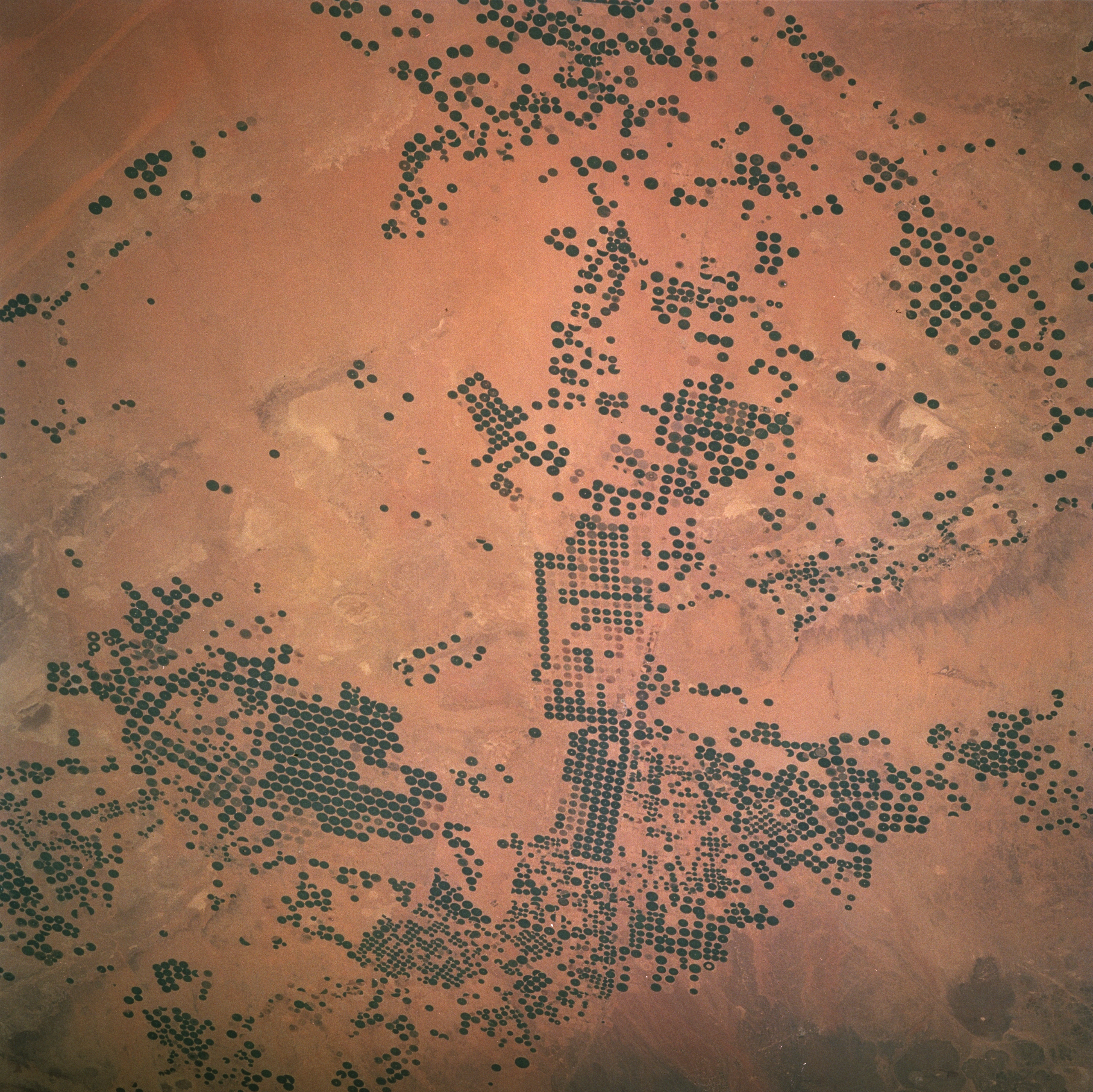
دوائر النباتات الخضراء المروية في المملكة العربية السعودية ، أبريل 1997

الري في السعودية، الري هو سُقيا التربة الزراعية بالماء لسد احتياج النباتات، وفي المملكة العربية السعودية من أهم طرق الري هي طريقة الري المحوري حيث أن طبيعه البلد من المناطق الجافة أي القليلة الموارد المائية ويتوزع الري المحوري في المناطق التي تتوافر فيها المياه الجوفية حيث يُنَقَّب من الأعماق لمسافات قد تصل إلى 1 كيلومتر (3,000 قدمًا)، ويضخّ الماء إلى السّطح وتتم الزراعة عبر الريّ المحوري المركز. والدوائر المزروعه قد تشمل تشكيلةً من السّلع الزّراعيّة من الخضروات إلى القمح. وتتنوع أقطار مدى المجالات الدّائريّة عادة من بضع مئات الأمتار إلى مايقدر 3 كيلومترات (ميلان). في الواقع المهندسون بوجهٍ عامّ يبحثون المياه الجوفية عبر قنوات النهر القديم المدفونة الآن ببحار الرّمال.
وقد تكونت المياه الجوفية في صحراء الجزيرة العربية في فترات المناخ المطري في العصور الجليدية ما بين 10,000 إلى مليوني سنة منذ، ولا يكون ملأ تحت الظّروف المناخيّة الحاليّة. سيكون لدى المشاريع الماء، بالطّبع، هو المفتاح إلى الزّراعة في المملكة العربية السعودية. قد نفّذت المملكة برنامجًا ذو عدّة أوجه لتوفير الإمدادات الشّاسعة للماء وضروريّ أن يحقّق النموّ المدهش للقطاع الزّراعيّ.
وقد تم تنفيذ شبكة من السّدود لأاستغلال الأمطارالموسمية وحماية من الفيضانات. وقد تم حفر الآبار العميقة لأستغلال المخزون المائي للاستخدامات الزراعية. وقد تم أنشاء محطات التحلية لتكرير الماء من البحر للاستعمال المدنيو الصناعي، بذلك تحرّر المصادر الأخرى للزّراعة.
المرافق قد وُضِعَتْ في المكان أيضًا لمعاملة السّباق الحاسم الصّناعيّ والمدنيّ للرّيّ الزّراعيّ. هذه المجهودات إجمالاً قد ساعدت في تحويل المساحات الشّاسعة من الصّحراء في زراعة الأرض. الأرض تحت الفلاحة قد نمت من تحت 400,000 فدّان (1600 كيلومترًا ²) في عام 1976 إلى أكثر من 8 ملايين فدّان (32,000 كيلومترًا ²) في عام 1993، تشرف على الري في السعودية، المؤسسة العامة للري التي أنشئت في عام 2018، وترتبط مباشرة بوزارة البيئة والمياه والزراعة.